# تنصير بلغاريا
تنصير بلغاريا (بالإنجليزية: Christianisation of Bulgaria)‏ هي عملية تحول بلغاريا إلى المسيحية في القرون الوسطى في القرن التاسع الميلادي. عكست تلك العملية الحاجة إلى الوحدة داخل الدولة البلغارية المنقسمة دينيًا، فضلًا عن الحاجة إلى القبول على قدم المساواة على الساحة الدولية في أوروبا المسيحية. تميزت هذه العملية بتحول التحالفات السياسية بين بوريس الأول إمبراطور بلغاريا (تولى الحكم في الفترة منذ 852م حتى 889م) ومملكة الفرنجة الشرقيون والإمبراطورية البيزنطية، فضلًا عن مراسلاته الدبلوماسية مع البابا.
أرادت كنيستا روما والقسطنطينية بلغاريا في مجال نفوذهما، بسبب موقعها الإستراتيجي. اعتبروا التنصير وسيلة لدمج السلافيين في منطقتهم. بعد بعض المقترحات، اتخذ الخان المسيحية من القسطنطينية عام 870. نتيجة لذلك، حقق هدفه في الحصول على كنيسة وطنية بلغارية مستقلة وتعيين رئيس أساقفة ليتولى رئاستها.

## خلفية
في عام 852 مع بداية حكم خان بوريس، تميز الوضع الدولي في جنوب شرق أوروبا بسباق للسيطرة على المنطقة، سواء على المستوى الثقافي أم السياسي. كان النزاع مع الإمبراطورية البيزنطية للسيطرة على القبائل السلافية في مقدونيا الحالية وتراقيا ما زال بعيدًا عن الحل. في منطقة الدانوب الوسطى، التقت مصالح بلغاريا مع مصالح مملكة الفرنجة الشرقيين الناشئة وإمارة مورافيا العظمى. في تلك الفترة تقريبًا، ظهرت كرواتيا على الساحة الدولية، حاملة معها طموحاتها ومطالبها الخاصة بأراض في المنطقة.
على نطاق أوسع، اشتدت حدة التوتر بين القسطنطينية وروما. تنافست كلا القوتين المركزيتين على قيادة التنصير التي من شأنها دمج السلافيين في جنوب ووسط أوروبا. أقامت خانات بلغارية ومملكة الفرنجة الشرقيين علاقات دبلوماسية بدءًا من عشرينيات وثلاثينيات القرن التاسع. عام 852، في بداية حكم خان بوريس، أُرسلت هيئة من الممثلين الدبلوماسين البلغاريين إلى ماينتس لتخبر لويس الثاني بتغيير السلطة في العاصمة البلغارية بليسكا. ربما عملت الهيئة أيضًا على تجديد التحالف البلغاري الألماني.

### النكسات الأولية
في وقت لاحق، عقد خان بوريس تحالفًا مع راستيسلاف ملك مورافيا (846-870) باقتراح من ملك الفرنجة الغربيين، تشارلز الأصلع (840-877). ردت المملكة الألمانية بمهاجمة بلغاريا والتغلب عليها؛ مجبرةً خان بوريس على إعادة عقد تحالف مع الملك الألماني موجه ضد مورافيا العظمى، الحليف البيزنطي. تضمن هذا الوضع خطرًا كبيرًا على الدولة البلغارية الضعيفة. اندلعت الحرب مع الإمبراطورية البيزنطية بين عامي 855 و856. أراد البيزنطيون استعادة السيطرة على بعض الحصون على الطريق القطري (فايا دياغونال أو فيا ميليتاريس) والتي تمتد من القسطنطينية، مرورًا بفيليبوبوليس (بلوفديف)، إلى نايسوس (نيش) وسنغيدونوم (بلغراد). انتصرت الإمبراطورية البيزنطية وأعادت الاستيلاء على عدد من المدن، وبينها فيليبوبوليس.
اهتم خان بوريس للغاية بالأبجدية السلافية الأولى التي أنشأها سيريل وميثوديوس. أرادت بلغاريا تطبيق الأبجدية السلافية بالإضافة إلى وسيلة لوقف التأثير الثقافي للإمبراطورية البيزنطية.
في الأشهر الأخيرة من عام 863 هاجم البيزنطيون بلغاريا مرة أخرى، ربما بعد أن أبلغهم حلفاؤهم المورافيون أن بوريس أخبر الملك الألماني أنه على استعداد لقبول المسيحية وأن بيزنطة اضطرت إلى منعه من اعتناق المسيحية من روما. شكلت بلغاريا، التي تعتمد على روما في المناطق النائية من القسطنطينية، تهديدًا للمصالح المباشرة للإمبراطورية البيزنطية.

## التحالف مع الشرق
قبل وقوع أي اشتباكات عسكرية فعلية، اضطر خان بوريس إلى رفع دعوى من أجل السلام، إذ لم يكن مستعدًا للحرب لأن بلغاريا تضررت بشدة من فشل المحاصيل والزلازل في تلك السنة، والتي ربما استخدمها بوريس كإشارة لتحويل المحاصيل وفقًا للشعائر الشرقية. بدأ التفاوض ووعد بوريس أن يعتنق المسيحية الأرثوذكسية الشرقية مع شعبه، مطالبًا المبشرين بالقدوم إلى بلغاريا والبدء في تبشيرهم.
عقد الجانبان «سلامًا عميقًا» مدته 30 عام. عاد البيزنطيون إلى الأراضي التي احتلوها سابقًا في مقابل تحول بلغاريا إلى المسيحية. في أواخر خريف عام 864، وصلت بعثة من بطريرك القسطنطينية فوتيوس إلى العاصمة البلغارية بليسكا ونصرت الخان وأسرته وكبار الشخصيات. أُعطي بوريس اسمًا مسيحيًا وهو ميخائيل (فيما بعد الإمبراطور البيزنطي ميخائيل الثالث)، وغير لقبه، كما يقول معظم العلماء، إلى ما يكافيء أمير نياز السلافي. بعد ذلك بدأ البلغاريون يتحولون إلى المسيحية.

## أسباب التنصير
بعد الغزوات التي قام بها كروم خان البلغار في بداية القرن التاسع، أصبحت بلغاريا قوة إقليمية مهمة في جنوب شرق أوروبا. ارتبط تطورها المستقبلي بالإمبراطوريتين البيزنطية والفرنجة الشرقيون. نظرًا لأن هاتين الدولتين كانتا مسيحيتين، بقيت بلغاريا الوثنية في عزلة نوعًا ما، غير قادرة على التفاعل حتى على أسس ثقافية أو دينية.
بعد تحول الساكسونيين، أصبحت معظم أوروبا مسيحية. تسبب الحفاظ على الوثنية بين البلغاريين والسلافيين، والمجموعات الإثنية التي تشكلت، إلى جانب السكان المحليين الذين اعتنقوا الحروف اللاتينية (الذين عرفوا فيما بعد بالفلاشيين) أو التراشيين المسيحيين الهلينيين، في ضرر آخر.
أدى الحفاظ على الوثنية بين البلغار والسلافيين، أو الجماعات الإثنية التي تشكلت، إلى جانب السكان المحليين، الرومانيين (الذين سموا فيما بعد الفلاشا) أو التراقيين المسيحيين الهلِّينيين، إلى التسبب في ضرر للشعب والأمة البلغارية، إذ أعاقت مختلف المعتقدات الدينية وحدة الجماعات الإثنية الوثنية والمسيحية. تعود جذور المسيحية إلى الأراضي البلغارية قبل تشكيل الدولة البلغارية عن طريق السكان الأصليين.

## رد الفعل
لم يكن لويس الألماني راضيًا عن خطة بوريس، لكنه لم يدع مخاوفه تشعل صراعًا. فيما حوَّلت البعثات البيزنطية البلغاريين إلى الديانة البلغارية، شجعت قواتهم الشعب على تدمير الأماكن المقدسة الوثنية. عارضت الدوائر الارستقراطية البلغارية المحافِظة هذا التدمير لأنها قادت الشعائر الروحية. في عام 865، ثار غاضبون من جميع المناطق الإدارية العشر (الكوميتاتس) ضد الأمير بوريس، متهمين إياه بإعطائهم «قانونًا سيئًا». توجه المتمردون نحو العاصمة عازمين على أسر وقتل آل نياز واستعادة الدين القديم.
كل ما هو معروف أن الأمير بوريس جمع الناس الموالين له وقمع الثورة وأمر بإعدام 52 من البويار الذين قادوا التمرد، «مع أسرهم بكاملهم». بينما أطلق الأشخاص العاديين الذين «رغبوا في التوبة عن ذنبهم» دون أي أذى.
| تنصير بلغاريا | «... أخطأتم بدافع الحمية ونقص المعرفة وليس بسبب خطيئة أخرى. فأنتم تنالون المغفرة والنعمة وخير المسيح، لأن التوبة اتبعت لأجلكم». | تنصير بلغاريا |

دفعت التفسيرات المختلفة للسجلات التاريخية بعض المؤرخين إلى الاعتقاد بأن آل نياز أعدموا ما يقرب من نصف الأرستقراطيين البلغاريين لإنهاء الصراع الديني والسياسي. خشي خصومه الأرستقراطيون انتشار نفوذ الإمبراطورية البيزنطية عبر المسيحية وتدمرها لبلغاريا. وفي هذا الوقت من العصور الوسطى، اعتبر البلغار «المسيحيون» أنفسهم متساويين مع منافسيهم التقليديين «البيزنطيين» أو «اليونانيين» مثلما كانوا يسمونهم في أغلب الأحيان. اعتقد كثير من البلغار أنهم سيُجبَرون مع المسيحية على قبول طريقة الحياة والآداب البيزنطية.

## الاختيار بين روما والقسطنطينية
نتيجة لاتفاقات القادة، عُقد مجمع مسكوني في القسطنطينية. في 28 فبراير 870 بعد نهاية المؤتمرات الرسمية، وصل مبعوثون بلغاريون إلى القسطنطينية، أرسلهم النياز بقيادة إيشيرغوبويل (المستشار الأول للنياز) سطاطيس، الخان بوغاتور (أرستقراطي رفيع المستوى) سوندوك، الخان تاركان (قائد عسكري رفيع المستوى) من بين آخرين.
اشتبه بعض الناس في الغرض الحقيقي من هؤلاء المبعوثين. في الرابع من مارس، أنهى الإمبراطور باسيل المجمع باحتفال في القصر الإمبراطوري. كان ضمن الحضور كافكان البلغاري (تقريبًا نائب خان أو نائب نياز) بيتر.